# Хімеш Патель
Хімеш Джітендра Патель (англ. Himesh Jitendra Patel; нар. 13 жовтня 1990, Хантінгдон, Кембріджшир, Англія) — британський актор індійського походження.

## Біографія
Химеш Патель народився в Хантінгдоні, Кембріджшир. Його батьки родом з індійського штату Гуджарат, але народилися в Африці. Пізніше вони емігрували до Англії через Індію. В 11 років він брав участь у шкільній постановці. Його вчитель вважав, що у нього талант, і розповів про це батькам, після чого вони записали його в театральну школу.
Коли йому було 16 років він отримав роль в серіалі «Жителі Іст-Енду», де починаючи з 2007 року протягом кількох років грав роль Тамвара Масуда. Він також брав участь у спін-оффі «Жителі Іст-Енду: E20», що виходив у 2011 році. З 2016 по 2018 він грав роль соціального працівника в серіалі «Damned», що виходив на каналі Channel 4.
У 2019 році він зіграв роль у фільмі «Вчора», що стала його дебютом в кіно, а також у фільмі «Аеронавти». У серпні того ж року стало відомо про те, що Хімеш отримав роль у фільмі Крістофера Нолана «Тенет».

## Фільмографія

### Фільми
| Рік  |    | Українська назва | Оригінальна назва   | Роль                  |
| ---- | -- | ---------------- | ------------------- | --------------------- |
| 2019 | ф  | Вчора            | Yesterday           | Джек Малік            |
| 2019 | ф  | Аеронавти        | The Aeronauts       | Джон Трю              |
| 2020 | ф  | Тенет            | Tenet               | Махір                 |
| 2021 | ф  | Не дивися вгору  | Don’t Look Up       | Філіп                 |
| 2022 | ф  | Енола Холмс 2    | Enola Holmes 2      | Доктор Ватсон (камео) |
| 2022 | мф | Дивовижний Моріс | The Amazing Maurice | Кейт (озвучення)      |
| 2023 | ф  | Солодка скорбота | Good Grief          | Томас                 |
| 2024 | ф  | Жадібні люди     | Greedy People       | Вілл Шеллі            |
| 2024 | ф  | Оцінка           | The Assessment      | Аарян                 |
| 2025 | ф  |                  | Bubble & Squeak     | Деклан                |
| 2026 | ф  | Енола Холмс 3    | Enola Holmes 3      | Доктор Ватсон         |
| 2026 | ф  | Одіссея          | The Odyssey         |                       |

### Телебачення
| Рік         |   | Українська назва   | Оригінальна назва | Роль                                             |
| ----------- | - | ------------------ | ----------------- | ------------------------------------------------ |
| 2007 — 2016 | с | Мешканці Іст-Енду  | Eastenders        | Тамвар Масуд (566 серій)                         |
| 2013        | с |                    | Children in Need  | джазовий танцюрист (Епізод #1.34)                |
| 2016 — 2018 | с | Прокляті           | Damned            | Нітін (12 серій)                                 |
| 2017        | с |                    | Climaxed          | Аміт (Епізод: "Festival Sex")                    |
| 2017        | с |                    | Motherland        | Містер Гленкудді (Епізод: "Auction of Promises") |
| 2020        | с | Світила            | The Luminaries    | Емері Стейнз (6 серій)                           |
| 2020        | с | Авеню 5            | Avenue 5          | Джордан Хатваль (5 серій)                        |
| 2021 — 2022 | с | Станція одинадцять | Station Eleven    | Джіван Чаудхарі (10 серій)                       |
| 2023        | с | Чорне дзеркало     | Black Mirror      | Кріш (Епізод: "Joan Is Awful")                   |
| 2024        | с | Франшиза           | The Franchise     | Даніель Кумар (8 серій)                          |